# Троянские астероиды Марса

Астероиды на орбите Марса (показан красным): группа L5 (крупная ярко-зелёная область чуть повыше планеты) и группа L4 (небольшая голубая область чуть пониже планеты)

Троянские астероиды Марса — группа астероидов, движущаяся вокруг Солнца по орбите Марса в 60° впереди или позади него, находясь, соответственно, в точке Лагранжа L4 или L5 системы Марс — Солнце.
На 2013 год, долговременная стабильность орбиты была подтверждена (путём численных симуляций) лишь для 7 астероидов этой группы, и возможна ещё для одного; на ноябрь 2016 года, лишь 4 объекта признаны в этом качестве Центром малых планет:
- В точке L4:
  - (121514) 1999 UJ7 (признан ЦМП);
- В точке L5:
  - (5261) Эврика (признан ЦМП);
  - (101429) 1998 VF31 (признан ЦМП);
  - (311999) 2007 NS2 (признан ЦМП);
  - (385250) 2001 DH47;
  - 2011 SC191 ;
  - 2011 UN63 ;
  - 2011 SL25  (кандидат).